# Andrzej Nowicki (muzyk)
Andrzej Kazimierz Nowicki (ur. 10 maja 1953 w Zakopanem, zm. 7 kwietnia 2000) – polski gitarzysta basowy.

## Życiorys
Na przełomie lat siedemdziesiątych i osiemdziesiątych był muzykiem grup Irjan (1978–1979) i Zjednoczone Siły Natury „Mech” (1979–1981).
W latach 1982–1983, 1987 i 1993–1998 grał w zespole Perfect. Na przełomie lat 1984/1985 znalazł się w efemerycznej grupie Morawski Waglewski Nowicki Hołdys, a następnie w Voo Voo (1985). Dla Perfectu skomponował takie piosenki jak: Kołysanka dla nieznajomej, Niepokonani, Adrenalina, Na dzikiej łące.
W roku 2000 zmarł w wyniku choroby serca.
Były gitarzysta Perfectu, Andrzej Urny, wydał w 2004 roku podwójną płytę koncertową dokumentującą powrót grupy na scenę w 1994. Płyta dedykowana jest Nowickiemu.

## Dyskografia
- Ogród Snów / Romantic Blues (singel) Zjednoczone Siły Natury „Mech” (1980)
- Królewski Poker / TV Super Star (singel) Zjednoczone Siły Natury „Mech” (1981)
- UNU Perfect (1982)
- Live Perfect (1983)
- I Ching (1984) (gościnnie)
- Świnie Morawski, Waglewski, Nowicki, Hołdys (1985)
- Voo Voo Voo Voo (1986)
- Live April 1’1987 Perfect (1987)
- Jestem Perfect (1994)
- Katowice Spodek Live ’94 Perfect (1994/2003)
- Geny Perfect (1997)

Muzyka filmowa
- Stan wewnętrzny – wykonanie muzyki

## Sprzęt
- Fender Jazz Bass ’70s
- Fender Precision Bass fretless
- Alembic Epic 4
- Ampeg Amplification